# نشانگان کوید
نشانگان کُوِیْد یا سندرم کُوِید یا سندرم کووِید (به انگلیسی: Couvade syndrome) یک وضعیت پیشنهادی است که در آن مردی که همسرش باردار است، برخی از علائم و رفتارهای مشابه مادر را تجربه می‌کند. این علائم اغلب شامل افزایش وزن عمده، تغییر سطح هورمون‌ها، حالت تهوع صبحگاهی و الگوی خواب آشفته‌است. در موارد شدیدتر، علائم می‌تواند شامل درد زایمان، خستگی، افسردگی پس از زایمان و خونریزی بینی باشد. علامت درد زایمان معمولاً به عنوان درد همدردی شناخته می‌شود.

## علائم
علائمی که شریک زندگی تجربه می‌کند می‌تواند شامل درد معده، کمر درد، سوء هاضمه، تغییر در اشتها، افزایش وزن، آکنه، اسهال، یبوست، سردرد، دندان درد، هوس، حالت تهوع، تقویت سینه، رشد پستان، خشکی ناف، سخت شدن نوک پستان، جرم گوش بیش از حد و بی خوابی باشد. یک مطالعه کیفی ۳۵ علامت از آثار کوید، شامل دستگاه گوارش، دستگاه ادراری تناسلی، تنفسی، دهان یا دندان، سفت شدن ماهیچه‌های سرینی، دردهای عمومی و سایر علائم را ذکر کرد.

## نظریه‌های روانشناختی
دلایل روانشناختی پیشنهادی شامل اضطراب، رقابت شبه خواهر و برادر، همذات پنداری با جنین، دوگانگی در مورد پدر بودن، یا رشک زهدان است. به گفته اسولوسکی و کولپ (۱۹۸۹)، بارداری باعث می‌شود که همتای مرد ظهور دوسوگرایی و همچنین عود عقده ادیپ را تجربه کند. در دهه ۱۹۲۰ فرانسه ادعا می‌شد کووید بیشتر در شرایطی رایج است که نقش‌های جنسی انعطاف‌پذیر است و زن از یک وضعیت غالب برخوردار است.

## نظریه‌های فیزیولوژیک
مطالعات نشان داده‌است که شریک مردی که با یک زن باردار زندگی می‌کند تغییراتی هورمونی در سطح پرولاکتین، کورتیزول، استرادیول و تستوسترون را تجربه خواهد کرد، به‌طور معمول در پایان سه‌ماهه اول شروع می‌شود و تا چندین هفته پس از زایمان ادامه می‌یابد.